# Бресслерн-Рот, Норбертина фон
Норбертина фон Бресслерн-Рот (нем. Norbertine von Bresslern-Roth; 13 ноября 1891[…], Грац — 30 ноября 1978, Грац) — австрийская художница.

## Биография
Родилась и выросла в Граце. Благодаря выдающимся способностям смогла бесплатно учиться в Штирийской школе искусств (с 1907 года). Летом 1909 и 1910 годов занималась в школе художников-анималистов в Дахау под руководством Ханса фон Хайека.
С 1911 года студентка Венской академии изящных искусств (класс Фердинанада Шмутцера).
В 1916 году вернулась в Грац и стала работать в качестве художника-фрилансера, регулярно участвуя в выставках. В поисках новой натуры посещала зоопарки, в 1928 году совершила путешествие в Северную Африку.
С 1921 по 1952 год создала многочисленные произведения, выполненные в технике линогравюры.
С 1932 года профессор Венской академии.
После аншлюса (1938) отказалась развестись со своим мужем (с 1918 года) Георгом фон Бресслерном (1892—1952), который по классификации нацистов был «полуеврей».
Работы Норбертины фон Бресслерн-Рот хранятся в коллекциях Универсального музея Иоаннеум (Штирия), Национальной галерее Виктории (Австралия), Метрополитен-музее (Нью-Йорк, США).